# 156 Pułk Piechoty (II RP)
156 Pułk Piechoty (156 pp) – rezerwowy oddział piechoty Wojska Polskiego w kampanii wrześniowej 1939.
156 pułk piechoty nie występował w pokojowej organizacji Wojska Polskiego. Pułk miał być formowany na terenie dwóch okręgów korpusów (V i X), przez oddziały trzech dywizji piechoty: 6, 21 i 22 DP. 

## 156 pp w kampanii wrześniowej

### Mobilizacja
Zgodnie z planem mobilizacyjnym „W” oddział miał być formowany w drugim rzucie mobilizacji powszechnej, a gotowość bojową miał osiągnąć w 10 i 11 dniu jej trwania (X+3 i X+4). W zmianach do planu mobilizacyjnego „W” na rok 1939 dowództwo pułku, pododdziały specjalne i I batalion przesunięte zostały do grupy jednostek oznaczonych kolorem żółtym, formowanych w mobilizacji alarmowej (niejawnej) z zadaniem wzmocnienia osłony obu granic państwa.
1 pułk Strzelców Podhalańskich w Nowym Sączu mobilizował dowództwo pułku, pododdziały specjalne i I batalion. 12 pułk piechoty w Wadowicach mobilizował II batalion, a 5 pułk Strzelców Podhalańskich w Przemyślu mobilizował III batalion.
Po zakończeniu mobilizacji jednostka wejść miała do składu 45 Dywizji Piechoty Rezerwowej. Zgodnie z założeniami planu operacyjnego „Zachód” 45 DP (rez.) przeznaczona została do odwodu Armii „Kraków” w rejonie Wadowic.
24 sierpnia 1939 r. o godz. 6.00 rozpoczęła się mobilizacja 1 pspodh oraz dowództwa 156 pp (rez.) wraz z pododdziałami specjalnymi i I batalionem.

### Działania bojowe

#### Walki 156 pułk piechoty rez. (I batalion i pododdziały pułkowe) wraz z przydzielonymi III/2 psp i III/5 psp
2 września dowódca armii, gen. bryg. Antoni Szylling, podporządkował ppłk Walerianowi Młyńcowi ostatnie dwa bataliony 22 Dywizji Piechoty Górskiej: III batalion 2 pspodh  i III batalion 5 pspodh, które wskutek bombardowań odłączyły się od transportów. Utworzony w ten sposób kombinowany pułk piechoty miał się skoncentrować w rejonie Bieżanów–Wieliczka i stanowić jedyny odwód armii. Następnego dnia oddział stanął w rejonie m. Łazany (na południowy wschód od Wieliczki), ubezpieczając się czatą w Gdowie. Dowódca armii podporządkował dowódcy pułku 60 dywizjon artylerii ciężkiej, który miał się wyładować w Wieliczce i nakazał mu zamknąć przeprawy na rzece Rabie pod Dobczycach i Gdowie.
Tego samego dnia gen. Szylling podporządkował 156 pp dowódcy Grupy Operacyjnej „Boruta”. Z kolei gen. bryg. Mieczysław Boruta-Spiechowicz podporządkował pułk dowódcy 10 Brygady Kawalerii. Płk dypl. Stanisław Maczek nakazał przesunąć oddział do rejonu Gruszów-Grabie (na południe od Gdowa i Łapanowa) z zadaniem osłony zgrupowania płk dypl. Kazimierza Dworaka (24 pułk ułanów + resztki 1 pułku piechoty KOP). Dowódca 10 BK zamierzał w dniu 6 września wykonać natarcie na niemiecką 2 DPanc., lecz jego „rozmowa z ppłk. Młyńcem (…), a jeszcze bardziej widok jego żołnierzy, wlokących się, przemęczonych i wciąż pod wrażeniem bombardowania lotniczego w chwili wyładowywania się z wagonów, odebrały mu wszelkie iluzje, że oddziałami tymi będzie mógł nacierać na dywizję pancerną”. W związku z powyższym płk dypl. Maczek podporządkował 156 pp płk. dypl. Dworakowi i nakazał obsadzić nim „rozległy grzbiet pod Wiśniową”. Na usilne prośby ppłk. Młyńca dowódca brygady zgodził się na pozostawienie części 24 puł w obronie wzgórz Wiśniowa, w celu wzmocnienia morale żołnierzy pułku.
Przemarsz na pozycję obronną pod Wiśniową wykonany został w dniu 5 września. Tego samego dnia pozycję pod Wiśniową zaatakowała część 3 Dywizji Górskiej, a część 4 Dywizji Lekkiej okrążyła skrzydło 10 BK od wschodu. W nocy z 5 na 6 września 10 BK wycofała się na Nowy Wiśnicz (zgrupowanie płk. dypl. Dworaka na m. Leszczyna).
Z nieznanych powodów 156 pp nie wycofał się i pozostał na pozycji pod Wiśniową przez cały dzień 6 września utrzymując styczność bojową z nieprzyjacielem. Od rana obserwatorzy widzieli duże kolumny pancerno-motorowe, wymijające wiszące skrzydła pułku i kierujące się na północ i północny wschód. W oddziale wytwarzać się zaczął nastrój paniki. Prowadzono walki patroli na przedpolu pozycji obronnych pułku. Po południu dowódca ppłk Młyniec zawiadomił bataliony, że pułk jest okrążony przez nieprzyjaciela i nakazał im samodzielnie przebijać się na Bochnię, dokąd sam odjechał. Wieczorem bataliony ruszyły w różnych kierunkach, przemykając się lasami na tyłach niemieckich.
I batalion 156 pp rez. mjr. Różyckiego bez zaopatrzenia, posiadając niewiele amunicji mając odciętą drogę odwrotu w kierunku Komornik, rozkazał ciężką broń: armaty ppanc. moździerze i ckm-y ukryć w jarach góry „Św. Jana” lub zniszczyć, natomiast z bronią ręczną przedzierać się wzgórzami w kierunku Bochni. Ok. 21. podjęto realizację rozkazu, z uwagi na to, że część obsady pozycji obronnych nie dołączyła do batalionu, podjęto marsz siłami ok. 250 żołnierzy. 7 września rano pozostałość batalionu sforsowała rzekę Rabę i ukryła się w pobliżu wsi Fałkowice, a część w pobliżu wsi Winiary. Żołnierze batalionu zostali wykryci przez lotnictwo i niemieckie patrole. W trakcie walki batalion rozproszył się, część żołnierzy dostała się do niewoli, w tym dowódca batalionu, dowódca 2 kompanii strzeleckiej kpt. Bortkiewicz.  
III/2 pspodh. z lasu Kopaliny pod Nowym Wiśniczem skierował się na Tarnów. 8 września o świcie stoczył potyczkę z czołgami w pobliżu browaru, po której zapadł w las okocimski. W nocy z 8 na 9 września przemaszerował na Radłów i o świcie osiągnął skraj lasów radłowskich, na północ od Wojnicza. Koło południa pododdział został wykryty i zaatakowany. Po walce trwającej kilka godzin batalion został okrążony. Dowódca batalionu nakazał zniszczyć broń i przedzierać się pojedynczo lub grupami przez pierścień okrążenia. Batalion jako zwarty pododdział przestał istnieć. Część żołnierzy z majorem Tumidajskim wydostała się z matni.
III/5 pspodh. skierował się na Gdów i dalej ku Wiśle. 8 września o świcie osiągnął południowy skraj Puszczy Niepołomickiej. W puszczy pododdział pozostał przez cały dzień. W nocy z 8 na 9 września przemaszerował w głąb puszczy do m. Poszyna. Miejsce postoju batalionu zdradził Niemcom Jakub Mattern, robotnik tartaku w Kłaju, późniejszy folksdojcz. 9 września batalion został okrążony i doszczętnie rozbity. Poległo 56 żołnierzy, a wśród nich kpt. Edward Szymański, ppor. S. Dańczak, ppor. J. Wróblewski i st. sierż. S. Paprocki. Ponadto pod wsią Cikowice poległo dalszych czterech żołnierzy z ubezpieczenia nad rzeką Rabą.
Pododdziały pułkowe: kompania zwiadowców, plutony łączności, pionierów i pgaz. wycofały się do Bochni towarzysząc dowódcy pułku w sile kilku oficerów i ok. 140 żołnierzy. Resztki przedzierających się batalionów i pododdziały pułkowe wcielono do 202 pp rez. i 1 pp KOP ppłk Wójcika.
Pułkownik Młyniec usiłował 7 września przedostać się do swoich batalionów, a gdy się mu to nie udało, popełnił samobójstwo.

#### II batalion 156 pp
II batalion piechoty 156 pp miał zostać zmobilizowany przez 12 pułk piechoty w Wadowicach w terminie X+3. Z uwagi na zagrożenie miejsca mobilizacji natarciem niemieckim, batalion nie został w pełni zmobilizowany i nie prowadził walk. Z relacji udało się ustalić częściowe losy mobilizowanego batalionu. 3 września organizację batalionu przerwano i przed południem batalion pomaszerował niekompletnie wyposażony i uzbrojony wraz z taborem w kierunku Krakowa, pod dowództwem por. rez. Eugeniusza Ferlaka. 4 września batalion zakwaterowano w Koszarach Sobieskiego w Krakowie, gdzie podjęto dalszą pracę organizacyjną. Ok. godz.16.00 batalion przystąpił do organizacji obrony fortu Marszowice, z uwagi na rozkaz odwrotu wymaszerował z fortu i przekroczył most na Wiśle przed godz. 21.00 Nocą 4/5 września wykonał marsz do Wieliczki i Niepołomic. W trakcie marszu część żołnierzy batalionu z uwagi na zmęczenie odłączyła się od batalionu. Kolejnej nocy 5/6 września batalion maszerował do Brzeska, w trakcie marszu pozostało w szeregach ok. 400 żołnierzy. Kolejnej nocy 6/7 września w trakcie marszu do Tarnowa w szeregach pozostało ok. 80 żołnierzy. Po osiągnięciu Pilzna batalion rozproszył się. Resztki żołnierzy, którzy kontynuowali marsz dołączyli do taborów 12 pp w miejscowości Sokołów, a następnie ok. 10 września wraz z nimi dołączyli do OZN 12 pp pod dowództwem mjr. Jana Kolanowskiego. Wraz z nimi po przemarszach przez Żółkiew, Kamionkę Strumiłową, Złoczów i Tarnopol 18 lub 19 września przekroczyli granicę węgierską w Jabłonicy.  

#### III batalion 156 pp
4 września w garnizonie Przemyśl rozpoczęto mobilizację III batalionu 156 pp. III/156 pp ze względu na zniszczenie linii kolejowej przez lotnictwo niemieckie pozostał w Przemyślu i wszedł w skład załogi miasta, którą od 8 września organizował gen. bryg. Jan Chmurowicz. 11 września batalion obsadził przejścia na Wiarze pod Przekopaną zamykając szosę na Lwów w związku ze sforsowaniem przez Niemców Sanu na północ od miasta. 12 września obsadził poaustriacki fort nr IV „Optyń” pod Pikulicami z zadaniem osłony miasta od południa. Następnego dnia batalion wycofany został z fortu i skierowany do 24 DP, która o świcie 14 września zebrała się w rejonie Tyszkowic, około 12 km na południowy wschód od Przemyśla. 14 września w Lesie Miżynieckim batalion stoczył walkę z oddziałem 2 Dywizji Górskiej, w walce prowadząc kontratak poległ dowódca 9 kompanii strzeleckiej ppor. Edmund Gorczyński. W jej wyniku kompanie zostały rozproszone. Żołnierze grupami ruszyli na wschód, częściowo dołączając do jednostek 24 i 11 DP, część dostała się do niemieckiej niewoli. Straty w zabitych i rannych były duże ale nie są dokładnie znane.

## Skład i obsada personalna pułku
Planowany
- Dowództwo
  - dowódca pułku – ppłk piech. Walerian Młyniec (popełnił samobójstwo 7.IX)
  - I adiutant – kpt. Marcin Łyszczarz (poległ 18 IX 1939)
  - kwatermistrz – kpt. Józef Czaporowski
  - oficer płatnik – ppor. rez. Piotr Gaweł
  - naczelny lekarz – por. lek. med. Wacław Wołyńcewicz
- I batalion
  - dowódca batalionu – mjr Karol Wojciech Różycki
  - adiutant – ppor. Bujarski
  - oficer łączności – ppor. rez. Adam Kociołek
  - lekarz – ppor. rez. lek. med. Zdzisław Mromliński
  - 1 kompania – por. Stanisław Dzierwa (kpt. Antoni Chorocej[5])
  - 2 kompania – kpt. Julian Bortkiewicz
  - 3 kompania – kpt. Franciszek Szczepański
    - dowódca plutonu – por. rez. Ludwik Blondek

  - 1 kompania ckm – ppor. Miłosław Petruszka
    - dowódca plutonu – ppor. Władysław Szybisz
    - dowódca plutonu – ppor. rez. Benon Schwarzbart
    - dowódca plutonu – ppor. Tadeusz Różniakowski (poległ 21.IX)
- II batalion
  - dowódca batalionu – kpt. Jan Piotr Łużecki[5]
  - 2 kompania km – ppor. Wojciech Monkiewicz[5]
- III batalion
  - dowódca batalionu – mjr Julian Hajnos
  - 7 kompania – por. Marcin Didyk
  - 8 kompania – por. Stanisław Dembiński[5]
  - 9 kompania – ppor. Edmund Gorczyński (poległ 14.IX)
- kompania przeciwpancerna – ppor. rez. Władysław Łyżwiński
- kompania gospodarcza – ppor. rez. Marian Blicharczyk
- pluton kolarzy – ppor. Jan Lassota †1940 Charków[6]
- pluton przeciwgazowy – ppor. Stanisław Walenty Nenko

Rzeczywisty skład i obsada personalna pułku
- dowódca pułku – ppłk piech. Walerian Młyniec
- I/156 pp (rez.) – mjr Karol Różycki
- III/2 pspodh – mjr Kazimierz Tumidajski
- III/5 pspodh – mjr Janusz Rowiński